# Євгеній Березняк (монета)
«Євге́ній Березня́к» — ювілейна монета номіналом 2 гривні, випущена Національним банком України. Присвячена 100-річчю від дня народження Євгенія Степановича Березняка — Героя України, військового розвідника, рятівника міста Кракова (Республіка Польща) від фашистських окупантів, кандидата педагогічних наук, автора багатьох наукових праць.
Монету було введено в обіг 25 лютого 2014 року. Вона належить до серії «Видатні особистості України».

## Опис та характеристики монети
| Номінал грн. | Метал      | Маса, грам | Діаметр, мм. | Якість виготовлення       | Гурт     | Тираж, штук |
| ------------ | ---------- | ---------- | ------------ | ------------------------- | -------- | ----------- |
| 2            | нейзильбер | 12,8       | 31,0         | спеціальний анциркулейтед | рифлений | 20 000      |

### Аверс
На аверсі монети розміщено: угорі малий Державний Герб України та напис півколом «НАЦІОНАЛЬНИЙ БАНК УКРАЇНИ»; у центрі стилізоване зображення веж собору та споруд Кракова, праворуч на дзеркальному тлі номінал — «2/ГРИВНІ», рік карбування монети — «2014», ліворуч — логотип Монетного двору Національного банку України.

### Реверс
На реверсі монети зображено портрет Євгена Березняка на тлі стилізованої карти Кракова, ліворуч розміщено написи: «1914/2013/ ЄВГЕНІЙ/БЕРЕЗНЯК/„ПАРОЛЬ/DUM SPIRO“».

## Автори

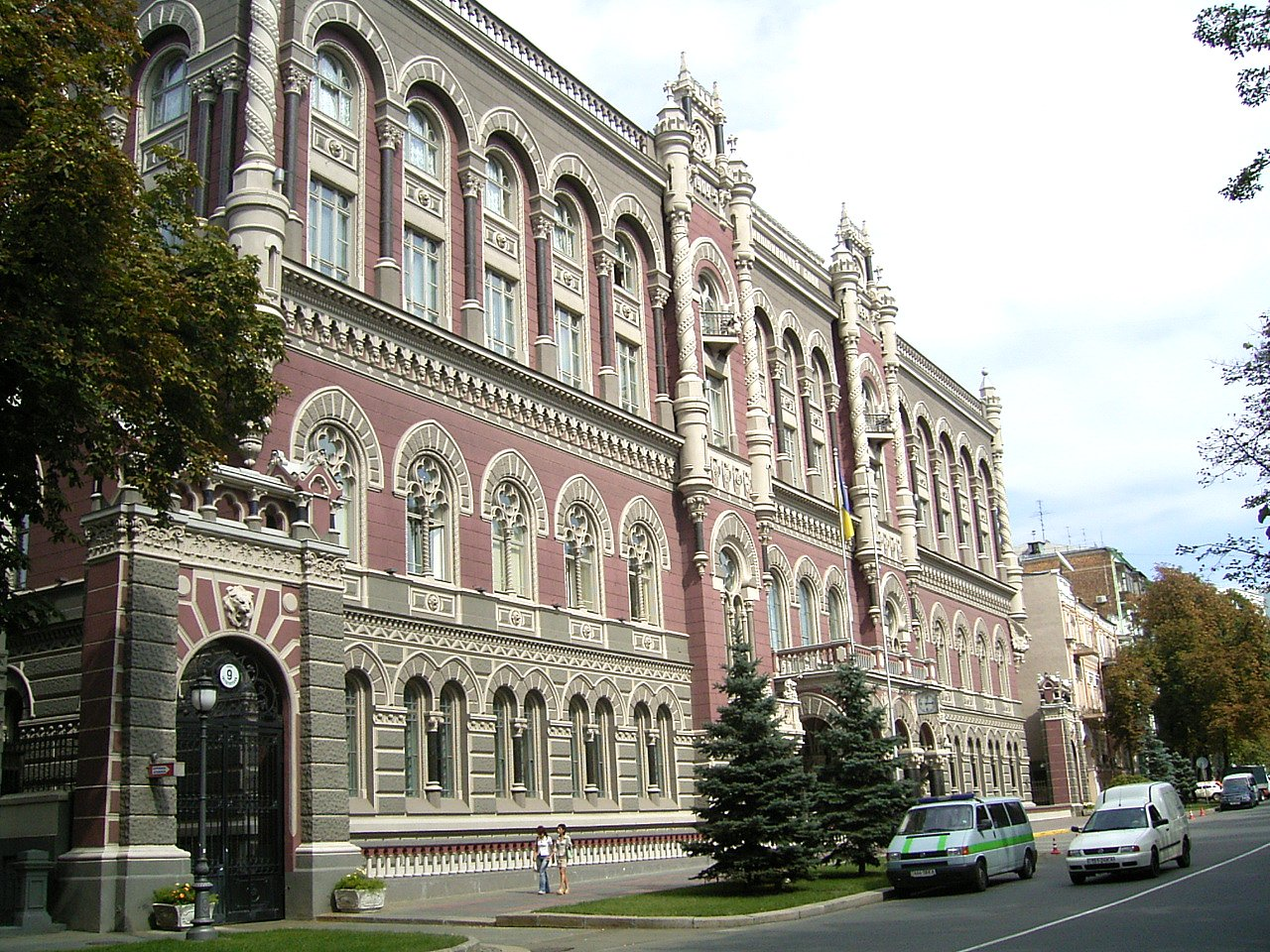
Будівля Національного банку України

- Художник: Таран Володимир, Харук Олександр, Харук Сергій.
- Скульптори: Чайковський Роман, Атаманчук Володимир.

## Вартість монети
Під час введення монети в обіг 2014 року, Національний банк України реалізовував монету через свої філії за ціною 20 гривень.
Фактична приблизна вартість монети, з роками змінювалася так:
| Рік        | 2014 | 2015 | 2016 | 2017 | 2018 | 2019 | 2020 | 2021 | 2022 | 2023 | 2024 | 2025 |
| ---------- | ---- | ---- | ---- | ---- | ---- | ---- | ---- | ---- | ---- | ---- | ---- | ---- |
| Ціна, грн. | 35   | 40   | 60   | 190  | 185  | 170  | 160  | 160  | 170  | 210  | 340  | 390  |